# 约翰·格伦哥伦布国际机场
约翰·格伦哥伦布国际机场 （英語：John Glenn Columbus International Airport），通常简称哥伦布空港，是位于美国俄亥俄州首府哥伦布的一座C级国际机场，距离哥伦布市区6英里（9.7公里）。机场由管理着里肯巴克国际机场和博尔顿机场的哥伦布地区机场管理局运营。机场代码CMH是“哥伦布市机库（Columbus Municipal Hangar）”的缩写，然而这一名字早已不再使用。
哥伦布空港以旅客运输为主，每日有15家航空公司的151次不停站航班从这里往返34个机场。2009年时客运量为6,233,485人次。
根据2005年的市场调研，哥伦布空港约50%的乘客来自其60英里（97公里）半径的主要服务范围。此外，机场亦有美国邮政的飞机起降，2006年时，10,411,920件货物及8,537,279封信件经由此转运。
如今从哥伦布空港可前往美国绝大多数主要的航空枢纽（除旧金山，圣迭戈和盐湖城等达美航空美西枢纽）。哥伦布空港是俄亥俄中部地区客运量最大的机场，在俄亥俄州内仅次于克里夫兰霍普金斯国际机场。
哥伦布空港主要的陆路出口“国际之门”与670号州际公路连通，机场东北方亦有270号州际公路的匝道。机场亦有两条市内公交往返市区和俄亥俄州立大学。
哥伦布空港因其展览社区艺术品而闻名，包括儿童绘画和一些捐赠的艺术品。最著名的是由罗伊·利希滕斯坦设计的雕塑"Brushstrokes in Flight"，雕塑位于机场B候机厅的安检处。
2016年5月25日，俄亥俄州議會通過了一項法案，將機場從哥倫布港國際機場更名為現名，以紀念太空人和四屆美國參議員約翰·格倫。
該名稱變更於2016年5月24日獲得機場九人董事會的一致通過。
俄亥俄州州長約翰·凱西克於2016年6月14日簽署了該法案，成為法律，90天后正式生效。

## 历史

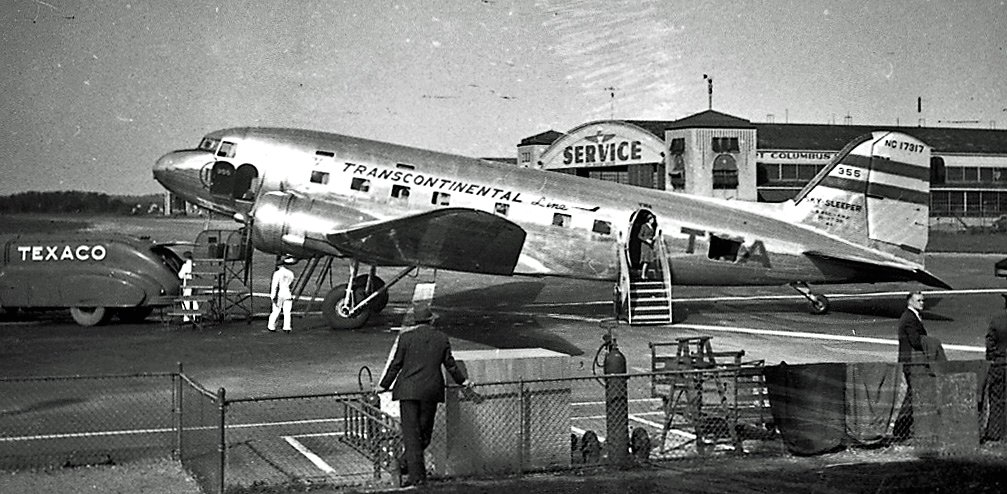
1941

### 早期历史
机场于1929年7月8日起开始运营，起初被查尔斯·林德伯格选为洲际航空运输公司自洛杉矶至纽约横跨大洲的航空线的东部终点站。乘客先自纽约乘坐賓夕法尼亞鐵路运营的夕发朝至列车抵达哥伦布，在乘坐飞机前往Waynoka。并在Waynoka转乘火车至Clovis，最后从Clovis乘机前往洛杉矶。当时建造的机场航站楼及机棚至今仍在使用。1958年9月21日，一个投资1200万美元的新航站楼正式启用，1964年第一架喷气式飞机在机场降落。
根据1957年4月机场指南记载，每个工作日有72个航班离港：环球航空41个、美国航空16个、（美國）东方航空6个、Lake Centra航空6个、Piedmont航空3个。

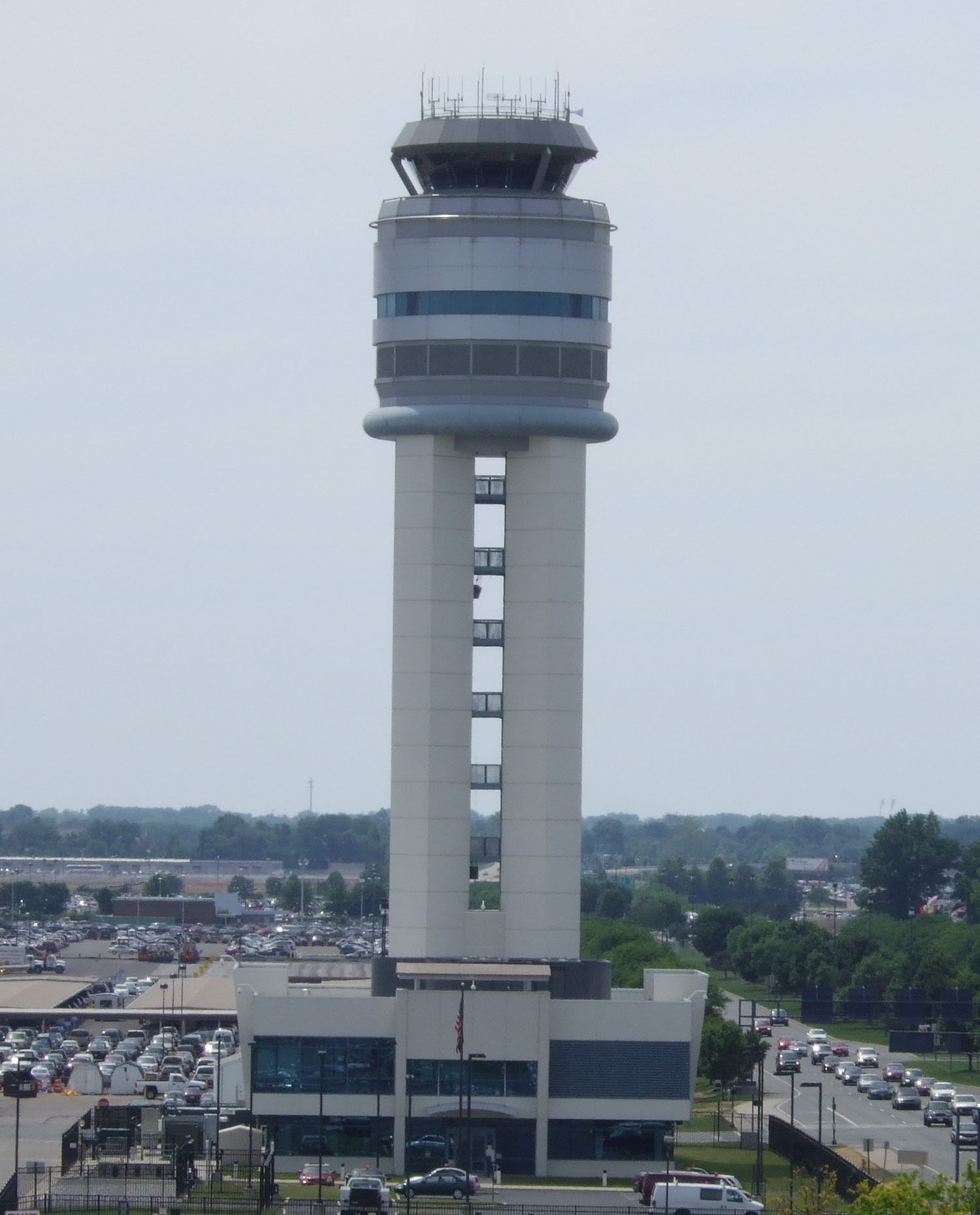
新指挥塔台

### 近年修缮
1979年机场五十周年之际，由布鲁贝克及勃兰特公司设计的价值7千万美元的机场翻修开工，直至1981年完工。这项工程为机场增加了现在被称为B厅的候机楼并在所有登机口安装了登机桥，将机场容量提升至每日250架次。1989年，造价1550万的第二个南侧候机厅（现A厅）启用。这一候机厅一开始为全美航空独占，后来美国西部航空公司在2003年前、天空巴士公司在2008年前也曾共同使用过。北候机厅（候机厅C）于1996年完工，并曾在2002年扩建。
1998至2000年间，大量的机场扩建和翻新完工，其中包括1998年投资2500万美元的航站楼翻修。本次翻修使航站楼增加了更多的商店，安装了新的航班信息显示屏，提升了照明系统，整修了地板以及新设立了用餐区。1999年，NetJets新建了办公区域和机库，投资9200万美元的停车库于次年完工。停车库设有地下租车中心，航站楼地下入口，地面运输中心，并且航站楼外的道路也增至两层共八车道。2004年4月25日，新建的塔台指挥了启运后的第一架飞机，并且更多的设施改造项目一直被规划至2025年。

## 设施与结构

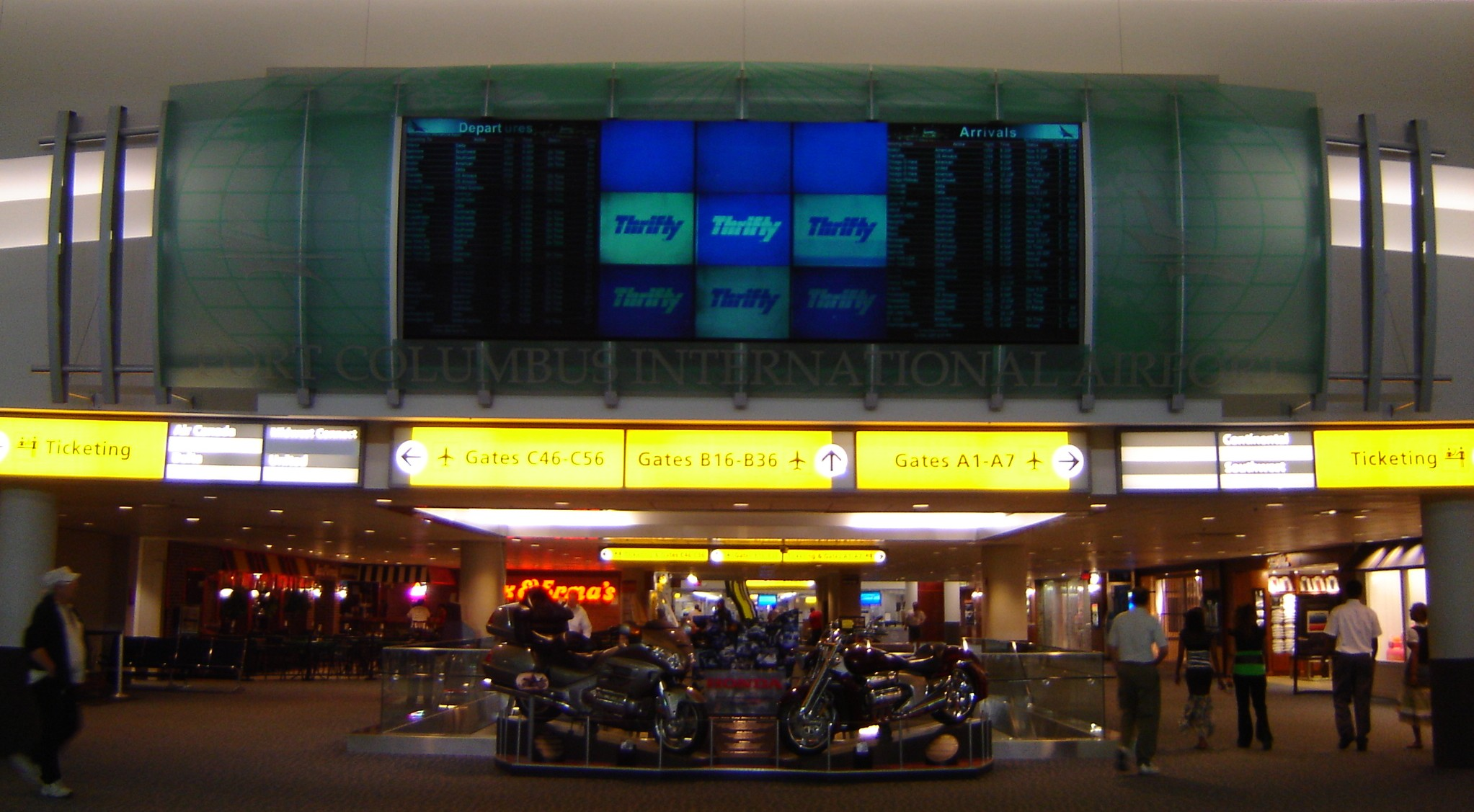
Main flight information board at the entrance to Concourse B

Port Columbus Diagram

### 机场设施
2001年总裁航空公司（如今叫 NetJets），在该机场开设了面积200,000-平方英尺（19,000-平方）的运营总部。
2006年Skybus Airlines在机场旁边的国际航空中心租下了面积100,000平方英尺（9,300平方）的办公室和机库。
美国鹰航空在该机场开设了一个维护基地，跟共和国航空成为两家将该机场作为主要枢纽机场的公司。

### 机场范围及跑道
1929年最初的设计图纸显示机场面积为524英畝（212公頃），包括两条2,500英尺（760）长的跑道和一条3,500英尺（1,070）长的。1952年如今的南跑道被延长到了8,000英尺（2,400），成为当时中西部最长的。北跑道在1997年也延长到了8,000英尺（2,400）而南跑道被延长到了10,125英尺（3,086）。
哥伦布国际机场现占地2,185英畝（884公頃），拥有两条跑道：
- 10R/28L跑道: 10,125 x 150 英尺 (3,086 x 46米)，配置有仪表着陆系统
- 10L/28R跑道: 8,000 x 150 英尺 (2,438 x 46米)，配置有仪表着陆系统

10L/28R跑道位于北纬40度线稍北的地方。机场配有独立的警察及消防部门。

### 飞机
截止2009年1月1日前的12个月周期内，机场共执行飞行班次16394架次，平均每日执行449架次：44％为包机、18％为通用航空飞行、37%为固定商务班次、另有约1%为军用班次。有92架飞机以该机场为基地，其中46%为单引擎，16%为多引擎，37%为喷气式，还有1%的直升机。

## 航站楼及航线

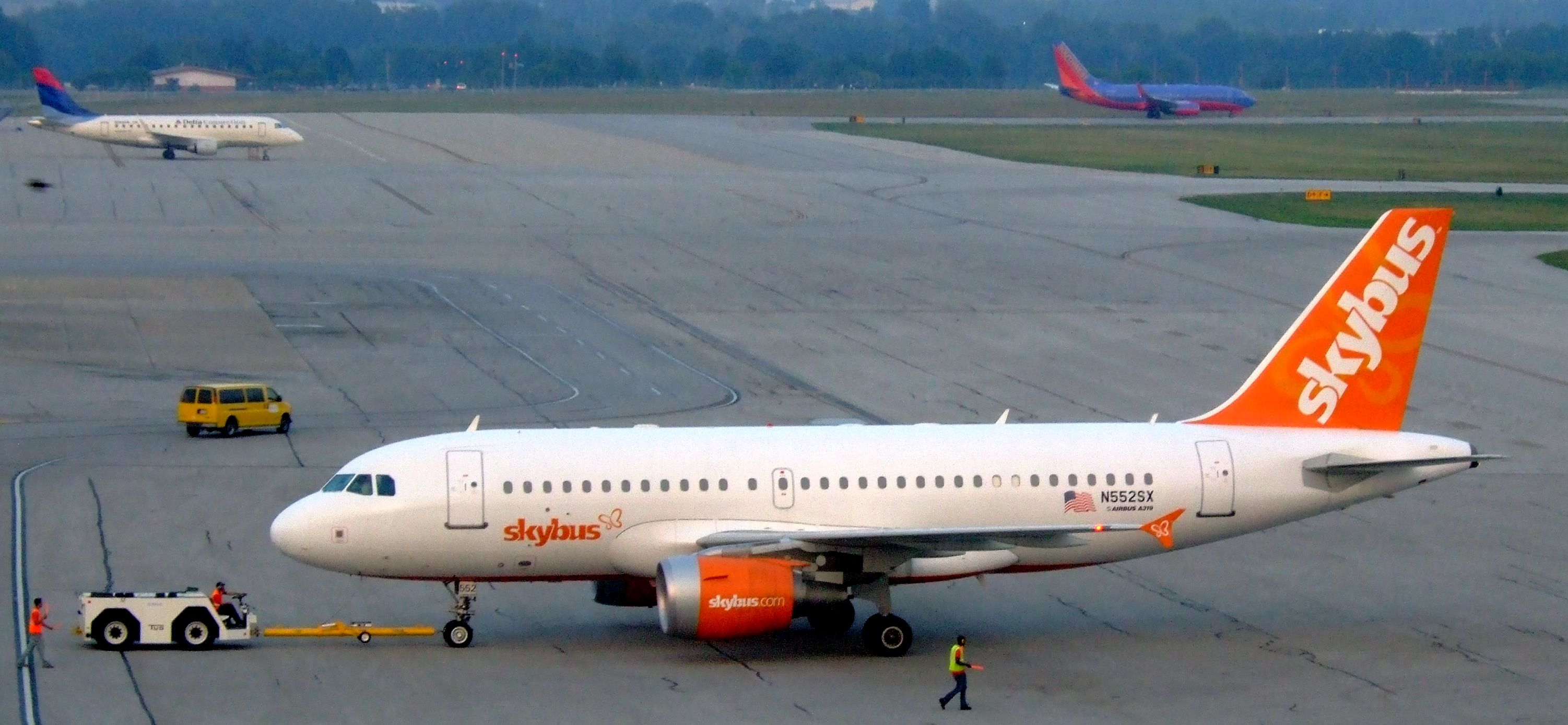
Skybus had its hub at Port Columbus.

TWA是哥伦布空港进驻的第一家主要航空公司，并一直运营到2000年被美国航空收购。
哥伦布空港在1990年代曾经是美国西部航空的枢纽，不过该公司已于2003年停业。美国西部航空在哥伦布的枢纽因为911事件后航空不景气及亏本而被关闭。 
短命的Skybus Airlines最初于2007年5月2日在哥伦布空港开始运营，该公司标榜自己为美国最便宜的航空公司，并提供低至10美元的机票。Skybus最后在2008年4月4日结业。

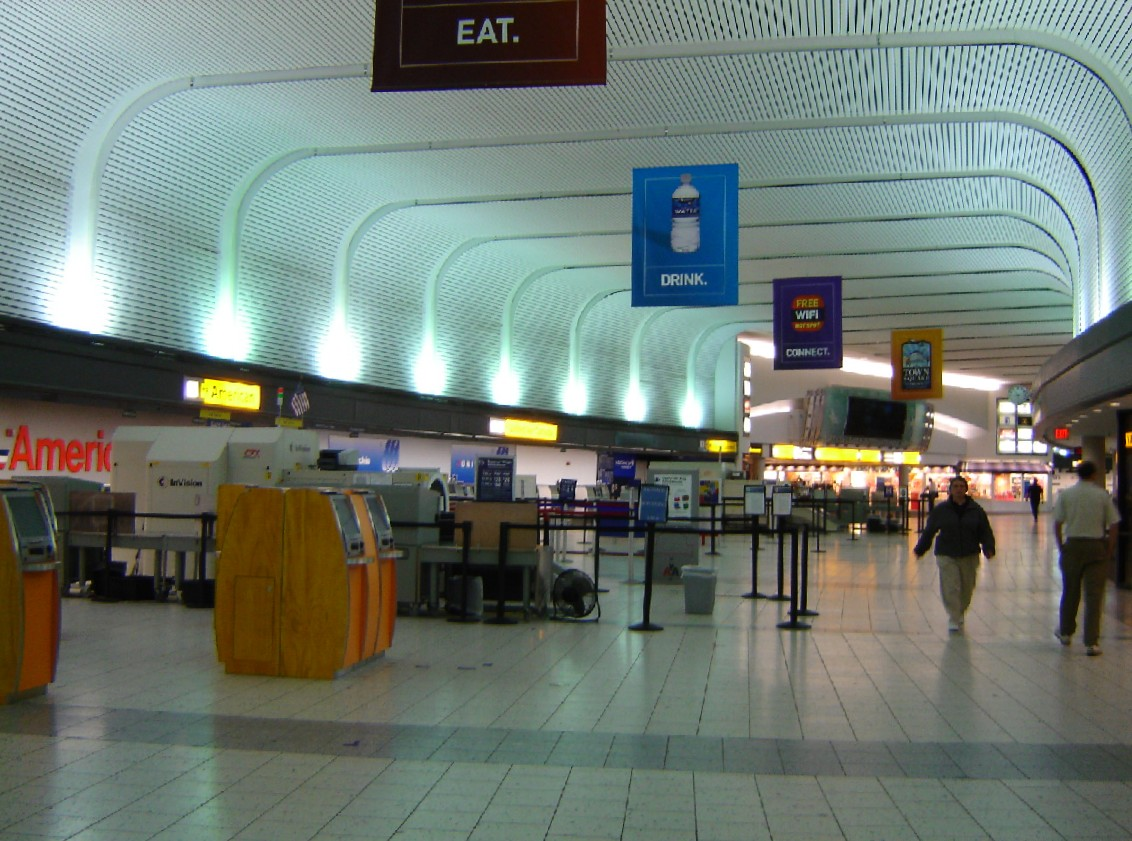
候机厅B的值机柜台

| 航空公司       | 目的地 | 候机厅 |
| -------------- | --- | ------ |
| 美國航空       | 达拉斯/沃思堡、洛杉磯、鳳凰城-天港 季節性：費城 | B      |
| 美國之鷹航空   | 夏洛特、芝加哥—奥黑尔，迈阿密，纽约—肯尼迪，纽约—拉瓜地亞、費城、華盛頓-國際 | B      |
| 達美航空       | 亚特兰大，洛杉磯，明尼阿波利斯/圣保罗 季节性: 坎昆、底特律 | C      |
| 達美連接航空   | 波士顿，底特律，明尼阿波利斯/圣保罗, 纽约—肯尼迪, 纽约—拉瓜地亞, 羅利/達拉姆 季节性: 麥爾茲堡，迈阿密 ，奥兰多 | C      |
| 西南航空       | 亚特兰大，巴尔的摩，波士頓、芝加哥—中途，達拉斯-愛田、丹佛，劳德代尔堡，麥爾茲堡，拉斯维加斯，纳什维尔，新紐奧良、奥兰多，鳳凰城，圣路易斯，坦帕，华盛顿-國家 季節性：休士頓-霍比、奧克蘭、坎昆（2018年4月14日開航） | A      |
| 聯合航空       | 芝加哥—奥黑尔 季節性：丹佛 | B      |
| 联合快运       | 芝加哥—奥黑尔，丹佛, 休斯顿，紐華克，华盛顿 | B      |
| 邊疆航空       | 丹佛、奧蘭多 季節性：奧斯丁（2018年4月8日開航）、拉斯維加斯、麥爾茲堡、坦帕（2017年12月17日開航） |        |
| OneJet         | 密爾瓦基 |        |
| 假期快運航空   | 季節性包機：坎昆、蓬塔卡納 |        |
| 加拿大快运航空 | 多倫多—皮爾遜 | B      |

### 航空包机
| 航空公司  | 目的地                                 | 候机厅 |
| --------- | -------------------------------------- | ------ |
| Interjet  | 季节性: 坎昆 (自2015年3月14日起)       | B      |
| Swift Air | 季节性: Punta Cana (自2015年3月16日起) | B      |

### 主要目的地
| 排名 | 目的地        | 旅客数量 | 航空公司           |
| ---- | ------------- | -------- | ------------------ |
| 1    | 亚特兰大      | 386,000  | 达美航空，西南航空 |
| 2    | 芝加哥—奥黑尔 | 276,000  | 美国航空，联合航空 |
| 3    | 芝加哥—中途   | 192,000  | 西南航空           |
| 4    | 夏洛特        | 187,000  | 全美航空           |
| 5    | 达拉斯/沃思堡 | 166,000  | 美国航空           |
| 6    | 巴尔的摩      | 132,000  | 西南航空           |
| 7    | 菲尼克斯      | 129,000  | 西南航空，全美航空 |
| 8    | 奥兰多        | 121,000  | 达美航空，西南航空 |
| 9    | 費城          | 120,000  | 全美航空           |
| 10   | 底特律        | 110,000  | 达美航空           |

## 注脚